# Queen Latifah
Queen Latifah, geboren als Dana Elaine Owens (Newark, New Jersey, 18 maart 1970), is een Amerikaanse rapper, zangeres en actrice. Ze werd in 2003 genomineerd voor een Academy Award voor haar bijrol in Chicago. Meer dan vijftien andere filmprijzen werden haar daadwerkelijk toegekend, waaronder een Golden Globe voor de televisiefilm Life Support.
Queen Latifah kreeg in 2006 een ster op de Hollywood Walk of Fame.

## Biografie

### Jonge jaren
Owens' ouders werkten als politieagent en muzieklerares. Haar ouders scheidden toen ze acht jaar was. Ze zong het liedje Home uit de musical The Wiz tijdens een uitvoering van deze musical op haar middelbare school.

### Rap
Owens begon haar carrière met beatboxen voor de rapgroep Ladies Fresh. In 1988 gaf een regionale dj een demoversie van haar single Princess of the Posse aan MTV-presentator Fab Five Freddy (die toentertijd Yo! MTV Raps presenteerde). Freddy hielp haar (1990). vervolgens om een platencontract te krijgen. Haar eerste album All Hail the Queen kwam in 1989 uit onder het Tommy Boy Records-label. Dit album ontving positieve kritieken en werd opgevolgd door Nature of a Sista, dat eveneens goed werd ontvangen. Ze werd ook onderdeel van het Native tongues-collectief waartoe ook Jungle Brothers, De La Soul en A Tribe Called Quest behoren. Gezamenlijk maakten ze de hit Doin' Our Own Dang Ze maakte ook het hitje Find a way (1990) met de Britse producers van Coldcut. In 1998 kwam haar derde album uit, Order in the Court.

### Acteren
Tussen 1993 en 1998 had Owens een hoofdrol in de sitcom Living Single, waarvoor ze ook de openingsmuziek schreef en zong. Ze begon haar filmcarrière met bijrollen in films als House Party 2 (1991) en Set It Off (1996). Ook had ze een kleine rol in twee afleveringen van The Fresh Prince of Bel-Air.
Haar eerste omvangrijkere rol was in de filmversie van de musical Chicago. Haar rol als Matron 'Mama' Morton leverde haar een Oscar-nominatie voor beste vrouwelijke bijrol op. In 2003 speelde ze naast Steve Martin in de film Bringing Down the House. Sindsdien heeft ze verscheidene hoofd- en bijrollen gespeeld, waaronder in Scary Movie 3, Barbershop 2: Back in Business, Taxi, Beauty Shop, Hairspray en Valentine's Day.
Owens is woordvoerder van het cosmeticabedrijf CoverGirl en deed een reclamespot met mede-woordvoerder en zangeres Faith Hill. Ze had een eigen praatprogramma getiteld Queen Latifah Show tussen 1999 en 2001.
Recenter (2021) heeft ze de hoofdrol vertolkt van Robin McCall in 4 seizoenen met 46 afleveringen van de serie "The Equalizer" waarin ze schittert als een vigilante die onrecht in de wereld rechtzet.
Ze woont samen met haar tante en dochter, maar het werk dat ze doet als stoere dame houdt ze ervan gescheiden.
Haar artiestennaam Latifah is Arabisch voor 'delicaat' en 'gevoelig'. Ze kreeg de naam van een familielid toen ze acht was.

## Discografie
- 1989 - All Hail the Queen (Tommy Boy)
- 1991 - Nature of a Sista (Tommy Boy)
- 1993 - Black Reign (Motown)
- 1998 - Order in the Court (Motown)
- 2004 - Dana Owens Album (Interscope)
- 2009 - Persona (Flavor Unit Records)